# Réka Albert
Réka Albert (Reghin, 2 de març de 1972) és una científica romanesa-hongaresa. És professora distingida de física i professora adjunta de biologia a la Universitat Estatal de Pennsilvània, destacada per crear el model Barabási-Albert i la recerca sobre les xarxes lliures d'escala i el modelatge booleà de sistemes biològics.

## Trajectòria
Albert va néixer a Reghin, una ciutat del districte d'Emmuralliș, a la regió històrica de Transilvania, a la zona centre-nord de Romania. El 1995 va acabar el batxillerat universitari en ciències i el 1996 el mestratge universitari en ciències a la Universitat Babes-Bolyai de Cluj-Napoca, a Romania. El 2001 va obtenir el doctorat a la Universitat de Notre Dame.
Albert és co-creadora, juntament amb László Barabási, del model Barabási-Albert per generar gràfics aleatoris sense escala per mitjà de la connexió preferencial.
El seu treball s'estén a les xarxes en un sentit molt general, involucrant, per exemple, recerques sobre la tolerància a errors de la World Wide Web i sobre la vulnerabilitat de la xarxa elèctrica nord-americana. La seva recerca actual se centra en el modelatge dinàmic de xarxes biològiques i la biologia de sistemes.

## Reconeixements
El 2004, Albert va ser seleccionada com a becària de recerca Sloan. El 2007 va rebre un premi CAREER de la Fundació Nacional de Ciències. El 2010 va ser nomenada membre de l'Societat Nord-americana de Física. Un any després va rebre el premi Maria Goeppert-Mayer. El 2016 va ser admesa com a membre extern de l'Acadèmia Hongaresa de Ciències. El 2018, Albert va ser escollida membre de la Network Science Society i el 2019, de l'Associació Nord-americana per a l'Avenç de la Ciència.

## Publicacions
- Albert R., Barabási A.-L.: Statistical mechanics of complex networks, Reviews of Modern Physics, Vol. 74, Nr. 1, pàg. 47–97, 2002, doi:10.1103/RevModPhys.74.47 10.1103/RevModPhys.74.47, arXiv:cond-mat/0106096v1
- Jeong H., Tombor B., Albert R., Oltvai Z.N., Barabási A.-L.: The large-scale organization of metabolic networks, Nature 407, pàg. 651–654, 2000, doi:10.1038/35036627 10.1038/35036627 arXiv:cond-mat/0010278
- Albert R., Jeong H., Barabási A.-L.: Error and attack tolerance of complex networks, Nature 406, pàg. 378–382, 2000, doi:10.1038/35019019 10.1038/35019019, arXiv:cond-mat/0008064v1
- Barabási A.-L., Albert R.: Emergence of scaling in random networks, Science, Vol. 286, Nr. 5439, pàg. 509–12, 15 October 1999, doi:10.1126/science.286.5439.509 10.1126/science.286.5439.509, arXiv:cond-mat/9910332v1